# Musée Magnin

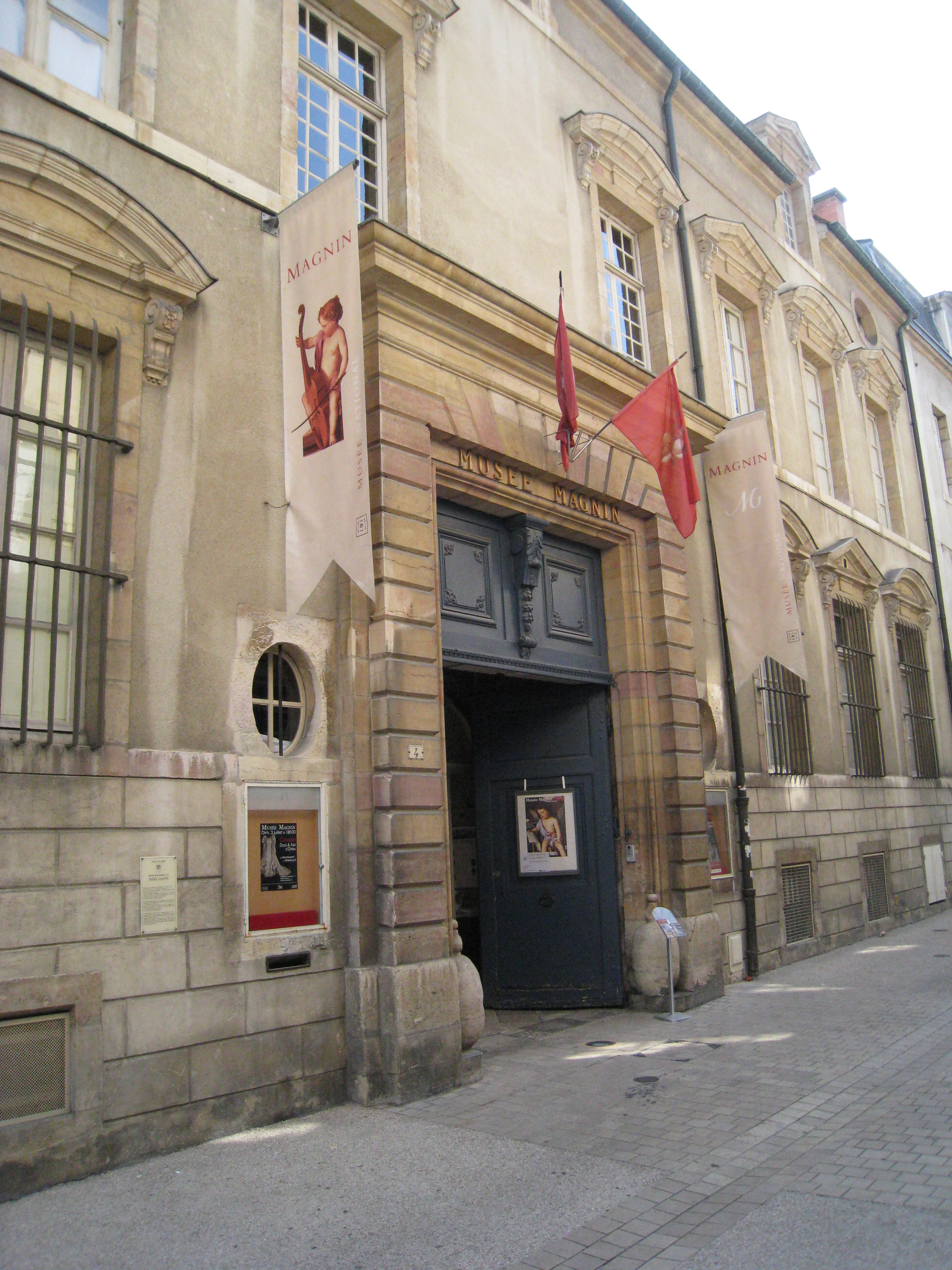
Musée Magnin, Eingangsfassade

Das Musée Magnin ist ein aus der Privatsammlung der Geschwister Maurice und Jeanne Magnin hervorgegangenes Kunstmuseum in Dijon. Es befindet sich in dem barocken Hôtel particulier (Stadtpalast) Hôtel Lantin im historischen Stadtzentrum. Zur Sammlung gehören europäische Kunstwerke vorwiegend des 16. bis 19. Jahrhunderts sowie Möbel, Porzellan und alte Uhren.

## Geschichte
Das Museum befindet sich im Hôtel Lantin, dessen Gebäude in der Rue des Bons-Enfants in der Altstadt von Dijon 1663 von Etienne Lantin, Mitglied der städtischen Abgeordnetenkammer, errichtet wurde. Das Gebäude steht seit 1939 als Monument historique unter Denkmalschutz. Nach mehrfachem Besitzerwechsel erwarb 1829 Jean-Hughes Magnin-Philippon das Gebäude, über dessen Sohn Joseph Magnin es schließlich der Enkel Maurice Magnin (1861–1939) erbte. Maurice Magnin arbeitete am Pariser Rechnungshof, seine Schwester Jeanne (1855–1937) hatte Malerei bei Henri Harpignies studiert. Das wohlhabende Geschwisterpaar lebte in Paris und erwarb dort zwischen 1881 und 1935 auf Auktionen Kunstwerke, Möbel und alte Uhren. Beraten wurden sie hierbei von dem Maler Jean-Gabriel Goulinat, der auch als Restaurator im Louvre arbeitete. Nach Vorbild des 1913 eröffneten Pariser Musée Jacquemart-André planten sie ebenfalls ein Museum zu eröffnen und die von ihnen erworbenen Kunstwerke der Öffentlichkeit zu vermachen. Hierzu ließen sie 1930–1931 den Familienwohnsitz in Dijon durch Auguste Perret umbauen. Er beließ dabei weite Teile der historischen Bausubstanz im Originalzustand, beispielsweise das schlossartige Treppenhaus mit der großen Steintreppe, den Säulen und reichen Stuckarbeiten. 1937 ging das Gebäude mit den Sammlungen durch Schenkung in den Besitz des französischen Staates über und es gehört heute zur Réunion des musées nationaux et du Grand Palais des Champs-Élysées.

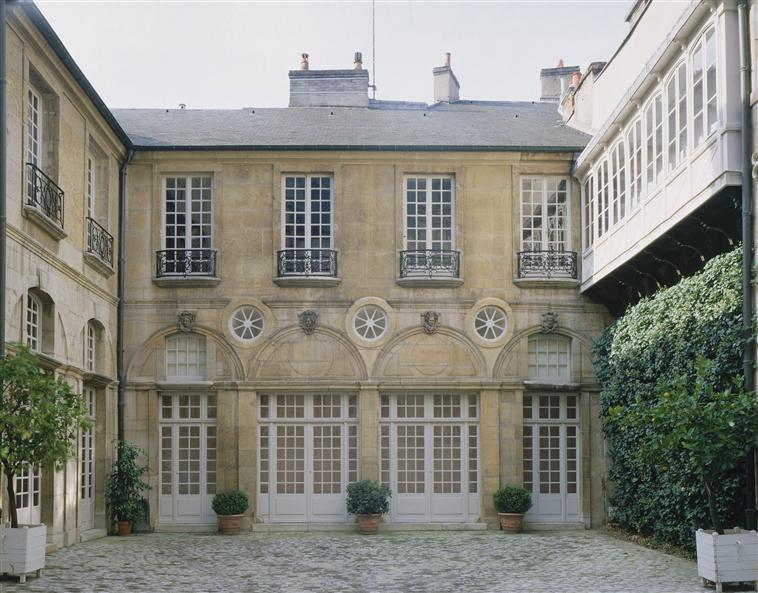
Innenhof des Hôtel Latin
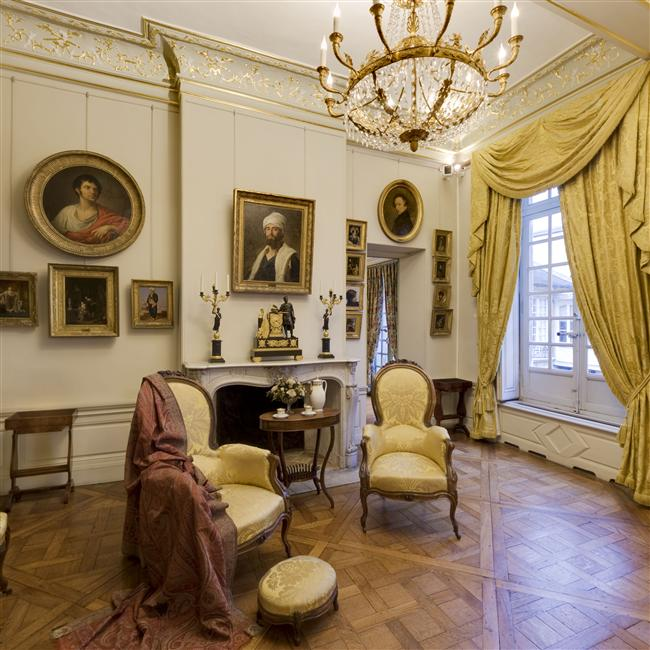
Gemälde, Möbel und Uhren im Salon doré
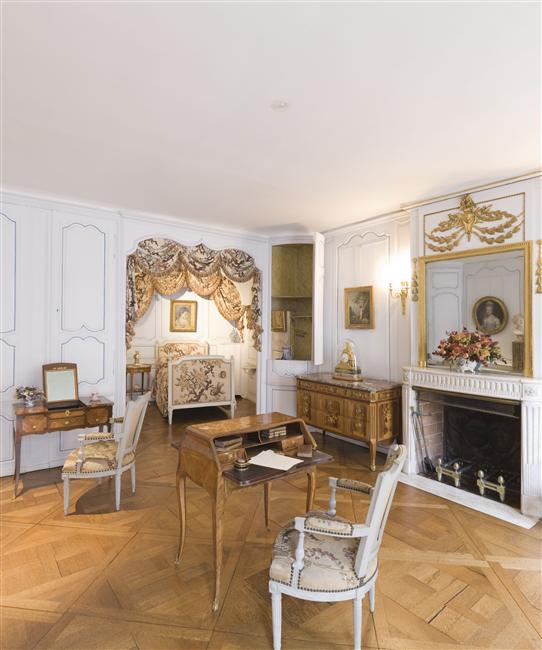
Blick in das Schlafzimmer
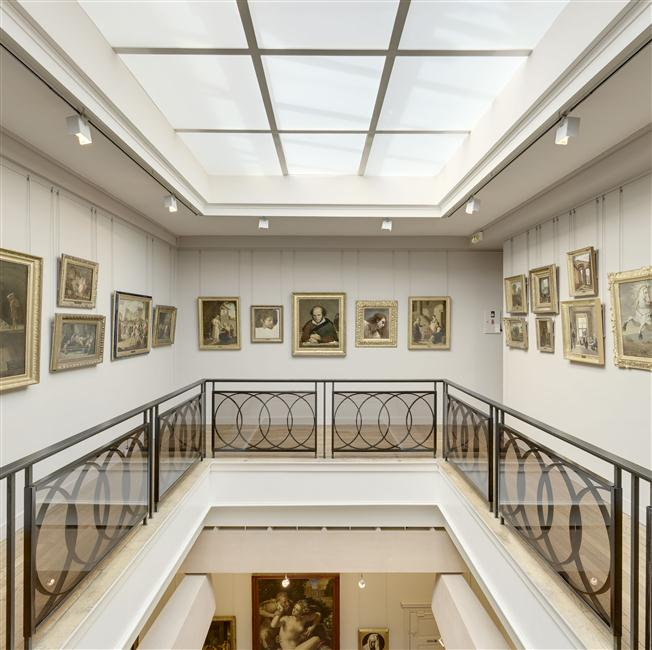
Zweigeschossiger Galerieraum

## Sammlung
Maurice und Jeanne Magnin trugen eine sehr umfangreiche Sammlung zusammen, die einen Überblick über die europäische Malerei von der Renaissance bis zum 19. Jahrhundert geben sollte. Das Sammlerpaar war zwar wohlhabend, hatte aber nicht die finanziellen Mittel, die anderen namhaften Sammlern ihrer Zeit zur Verfügung standen. Entsprechend fehlen in der Sammlung viele große Künstlernamen und einige Zuschreibungen mussten in der Vergangenheit wieder fallen gelassen werden. So gibt es heute keinen Poussin, Watteau oder Prud’hon mehr im Museum und auch ein kleinformatiges Stillleben Stillleben mit zwei Äpfeln gilt nicht mehr als authentisches Werk von Édouard Manet, sondern als die Arbeit eines Nachahmers. Dennoch gelang es dem Sammlerpaar eine ausgewogene Sammlung verschiedener Malschulen und Sujets zusammenzutragen und diese in den Rahmen einer Privatwohnung zu präsentieren. Neben einem kleinen zweistöckigen Galerieraum gibt es im Museum zahlreiche komplett mit Mobiliar des 18. oder 18. Jahrhunderts eingerichtete Räume. Zu sehen sind eine Bibliothek, ein Arbeitszimmer, ein Schlafzimmer und verschiedene Salons, in denen neben Mobiliar und Kunstsammlung auch Porzellan und alte Uhren zur Ausstattung gehören.
Im Bereich der italienischen Malerei gibt es im Museum die Gemälde Susanna und die Alten von Alessandro Allori, Die Heimsuchung von Giovanni Battista Crespi, Portrait des Giovan Donato Correggio als Perseus von Bernardo Strozzi, Moses und die Töchter des Jitro von Giovanni Francesco Romanelli, Die Porträtsitzung von Gaspare Traversi und Mucius Scaevola und Porsenna von Giovanni Battista Tiepolo. Zur Sammlung flämischer und niederländischer Malerei im Museum gehören die Werke Das Fest der Götter von Jan Harmensz. van Bijlert, Die Frau mit Buch von Bartholomeus van der Helst, Venus übergibt Aeneas die Waffen von Gerard de Lairesse, Waldlandschaft von Frederik de Moucheron und Landschaft mit dem Belvedere des Vatikan von Jan Frans van Bloemen. Hinzu kommt eine Ansicht von Schloss Drottningholm des schwedischen Malers Elias Martin.
Besonders umfangreich ist der Bestand an französischer Malerei, wobei ein Schwerpunkt auf der Malerei des 19. Jahrhunderts liegt. Zu sehen sind die Bilder Poliphile au bain avec les nymphes von Eustache Le Sueur, Singender Putto von Laurent de La Hyre, Die heilige Familie von Sébastien Bourdon, La fille aînée de l’artiste coiffant son frère von Claude Lefèbvre, Selbstbildnis als Bacchus von Alexis Grimou, Saint-Jacques intercédant auprès de la vierge en faveur des Âmes du purgatoire von Michel-François Dandré-Bardon, Moise sauvé des eaux von Jean-Jacques Lagrenée, Homme nu renversé sur le sol von Théodore Géricault, Léontine peignant dans l’atelier de Granet au Louvre von François-Marius Granet, Une condamnation sous le règne de François I. von Alexandre-Évariste Fragonard und Nacht über der Lagune von Jules Bastien-Lepage. Darüber hinaus besitzt das Museum einen größeren Bestand an Zeichnungen und einige Skulpturen.

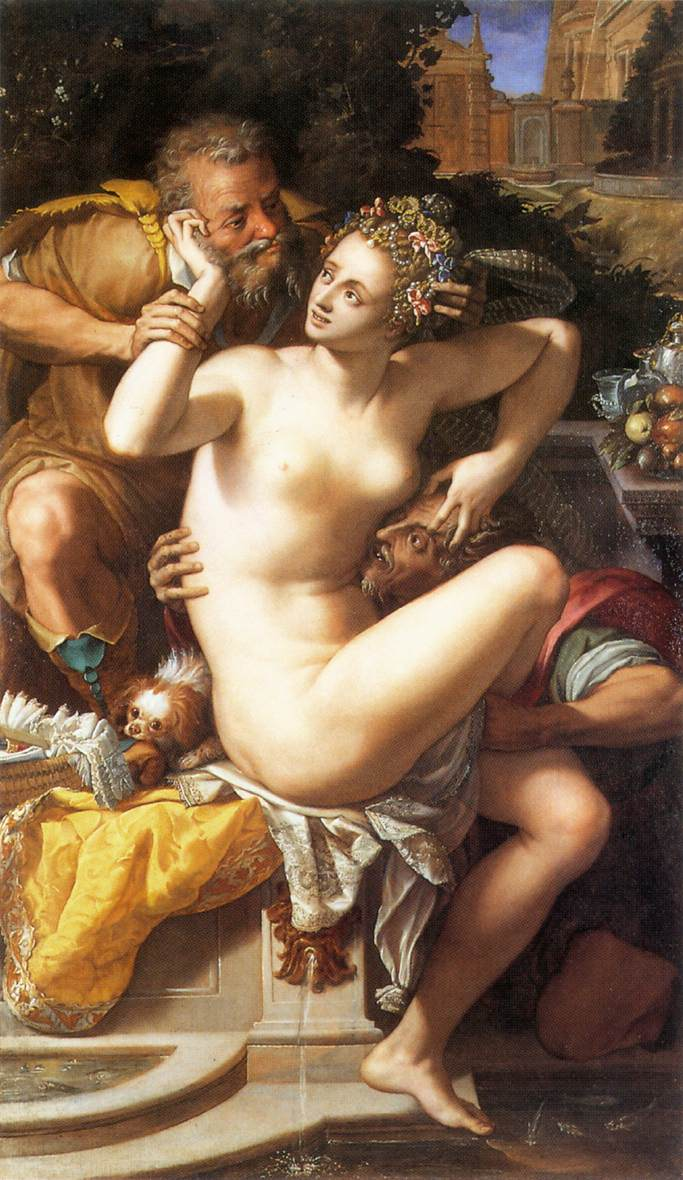
Alessandro Allori: Susanna und die Alten
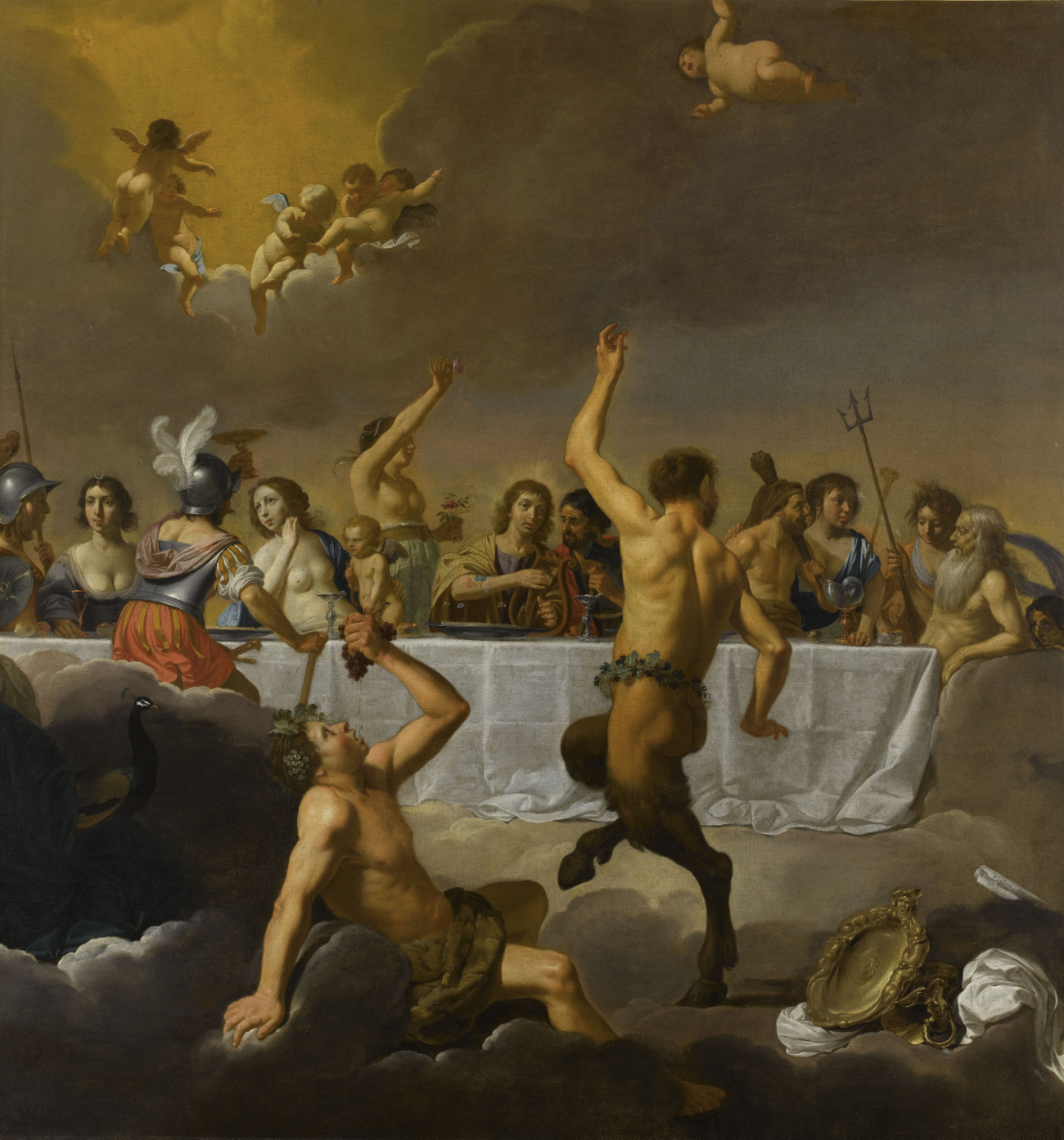
Jan van Bijlert: Das Fest der Götter
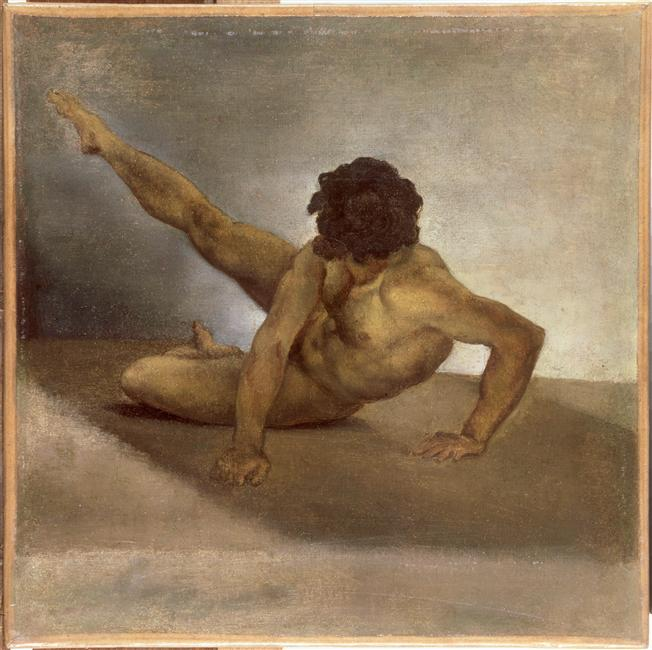
Théodore Géricault: Homme nu renversé sur le sol
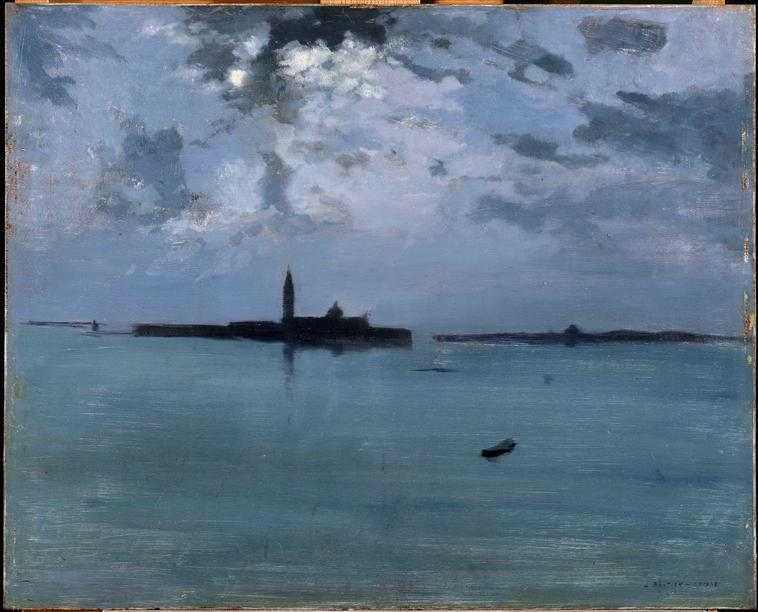
Jules Bastien-Lepage: Nacht über der Lagune